# Platycis
Platycis — род краснокрылок из подсемейства Erotinae.

## Описание
Лоб выпуклый, сильно выступающий, с продольной бороздкой. Переднеспинка вся или частично чёрная.

## Систематика
В составе рода:
- Platycis minutus (Fabricius, 1787)
- Platycis cosnardi (Chevrolat, 1839)